# Paul de Moffarts
Le baron Paul de Moffarts, né le 8 mars 1869 à Liège et mort le 15 mars 1958 à Strée-lez-Huy, est un homme politique catholique belge.

## Biographie
Joseph Marie Léonce Charles Paul de Moffarts, né le 8 mars 1869 à Liège, est issu d'une lignée de nobles des Pays-Bas du sud. Il est le fils de Léonce de Moffarts (1839-1902) et de Marie Lambertine (Ida) de Macar (1836-1902) fille de Ferdinand de Macar, gouverneur de la province de Liège et sénateur. Il épouse en 1893 Louise Marie del Marmol (1868-1954) qui lui donne un fils, Pierre (1901-1981).
Il est docteur en droit à l'Université de Liège (ULg).
Il se lance dans une carrière politique au sein du Parti catholique pendant laquelle il ne cessera de s'intéresser aux questions agricoles. De 1901 à 1919, il est conseiller provincial de la province de Luxembourg. En 1908, il est nommé président du Conseil supérieur de l'agriculture. Après la Première Guerre mondiale, il est sénateur de l'arrondissement de la province du Luxembourg de 1919 à 1936 en suppléance de Joseph Devolder.
Il était le fondateur président pendant 26 ans de l'Alliance agricole belge liée au Boerenbond.
Il décède le 15 mars 1958 au château de Strée-lez-Huy.
Il a fait don à l'Institut royal des sciences naturelles de Belgique d'une collection d'oiseaux et de 95937 coléoptères et insectes divers.

## Distinctions
- Grand officier de l'ordre de Léopold en mai 1936 (Belgique).

## Sources
- Bio sur ODIS